# Retrato de Monsieur Bertin
Retrato de Monsieur Bertin é uma pintura a óleo sobre tela de 1832 por Jean-Auguste Dominique Ingres. Retrata Louis-François Bertin (1766–1841), o escritor francês, colecionador de arte e diretor do jornal pró-monarquista Journal des débats. Ingres completou o retrato durante seu primeiro período de sucesso; tendo alcançado aclamação como pintor histórico, ele aceitou comissões de retratos com relutância, considerando-as como uma distração de obras mais importantes. Bertin era um amigo e membro politicamente ativo da classe média alta francesa. Ingres o apresenta como uma personificação dos líderes de mentalidade comercial do reinado liberal de Luís Filipe I. Ele é fisicamente imponente e seguro de si, mas sua personalidade na vida real brilha — calorosa, irônica e envolvente com aqueles que conquistaram sua confiança.
A pintura teve uma gênese prolongada. Ingres agonizou com a pose e fez vários esboços preparatórios. O trabalho final captura fielmente o caráter do modelo, transmitindo uma energia inquieta e um volume imponente. É uma representação realista do envelhecimento e enfatiza a pele enrugada e o cabelo ralo de um homem acima do peso que ainda mantém sua determinação. Ele se senta em um perfil de três quartos contra um chão marrom iluminado da direita, seus dedos são acentuados e altamente detalhados, enquanto o polimento de sua cadeira reflete a luz de uma janela invisível.
O retrato de Bertin feito por Ingres foi um sucesso crítico e popular, mas o modelo era uma pessoa privada. Embora sua família se preocupasse com a caricatura e a reprovasse, ela se tornou amplamente conhecida e selou a reputação do artista. Foi elogiado no Salão de Paris de 1833 e influenciou pintores acadêmicos como Léon Bonnat e modernistas posteriores, incluindo Pablo Picasso e Félix Vallotton. Hoje, os críticos de arte o consideram o melhor retrato masculino produzido por Ingres. Está em exibição permanente no Museu do Louvre desde 1897.

## História

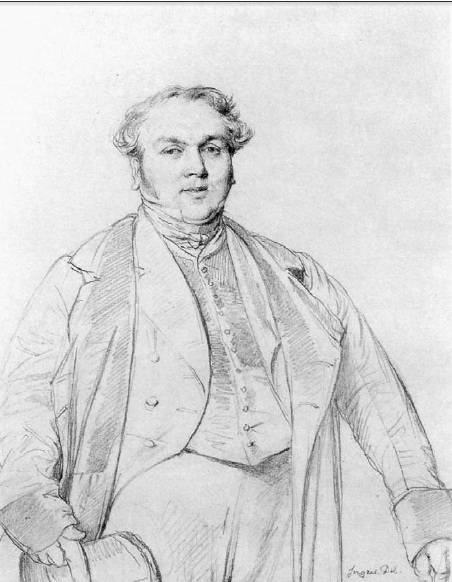
Ingres, Retrato de Armand Bertin, 1842. Coleção privada. A semelhança da família é visível

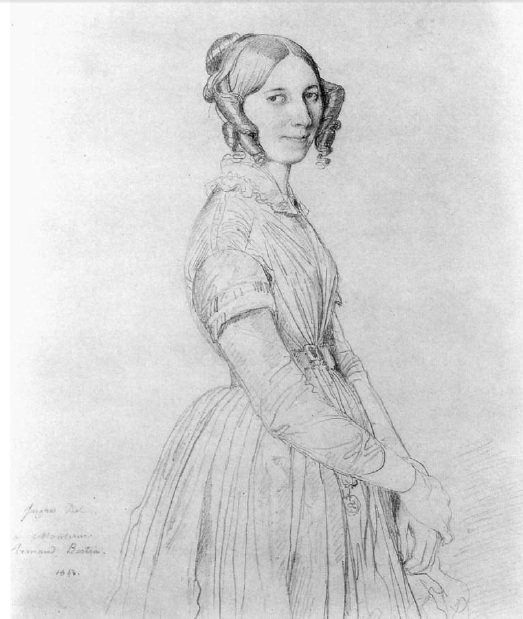
Ingres, Retrato de Mme Armand Bertin nascida Cécile Dollfus, 1843. Coleção privada

Louis-François Bertin tinha 66 anos em 1832, o ano do retrato. Fez amizade com Ingres por meio de seu filho Édouard Bertin, aluno do pintor, ou por Étienne-Jean Delécluze, amigo de Ingres e crítico de arte do Journal. Em ambos os casos, a gênese da comissão é desconhecida. Em ambos os casos, a gênese da comissão é desconhecida. Bertin foi um líder da classe alta francesa e um defensor de Luís Filipe e da Restauração Bourbon. Ele foi diretor do Le Moniteur Universel até 1823, quando o Journal des débats se tornou a voz reconhecida da oposição constitucional liberal depois que ele passou a criticar o absolutismo. Ele eventualmente apoiou a Monarquia de Julho. O Journal apoiou a a arte contemporânea, e Bertin foi um patrono, colecionador e cultivador de escritores, pintores e outros artistas. Ingres ficou suficientemente intrigado com a aceitação da encomenda pela personalidade de Bertin.
Foi concluído em um mês, durante as visitas frequentes de Ingres à propriedade de retiro de Bertin, Le Château des Roches, em Bièvres, Essonne. Ingres fazia visitas diárias, enquanto Bertin recebia convidados como Victor Hugo, sua amante Juliette Drouet, Hector Berlioz e mais tarde Franz Liszt e Charles Gounod. Posteriormente, Ingres fez desenhos da família de Bertin, incluindo uma representação da esposa de seu anfitrião e esboços de seu filho Armand e sua nora, Cécile. O retrato de Armand evidencia sua semelhança física com seu pai.
O início da carreira de Ingres coincidiu com o movimento romancista, que reagiu contra o estilo neoclássico predominante. O neoclassicismo na arte francesa se desenvolveu à medida que os artistas se viam como parte do centro cultural da Europa e a França como a sucessora de Roma. A pintura do romantismo era mais livre e expressiva, preocupada mais com a cor do que com a linha ou a forma e mais focada no estilo do que no tema. Pinturas baseadas em temas clássicos saíram de moda, substituídas por temas contemporâneos em vez de históricos, especialmente retratos. Ingres resistiu a essa tendência e escreveu: "O pintor de história mostra as espécies em geral; enquanto o pintor de retratos representa apenas o indivíduo específico — um modelo frequentemente comum e cheio de deficiências". Desde o início de sua carreira, a principal fonte de renda de Ingres eram os retratos comissionados, um gênero que ele rejeitava por falta de grandeza. O sucesso de seu O Voto de Luís XIII no Salão de 1824 marcou uma mudança abrupta em seu destino: ele recebeu uma série de encomendas de grandes pinturas históricas e, na década seguinte, pintou poucos retratos. Com as dificuldades financeiras para trás, Ingres podia se dar ao luxo de se concentrar em assuntos históricos, embora fosse muito procurado como retratista. Ele escreveu em 1847: "Malditos retratos, eles são tão difíceis de fazer que me impedem de fazer coisas maiores, que eu poderia fazer mais rapidamente".
Ingres teve mais sucesso com retratos femininos do que masculinos. Seu Retrato de Madame de Senonnes, de 1814, foi descrito como "para o feminino o que o Bertin do Louvre é para o masculino". O modelo de seu Retrato de Baronne de Rothschild de 1848 olha para o observador com a mesma franqueza de Bertin, mas é suavizado por seu vestido atraente e pose relaxada; ela é envolvente e simpática, em vez de dura e imponente.

## O retrato

### Preparação e execução

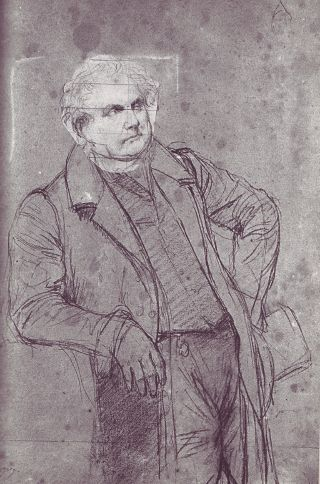
Ingres, estudo de 1832 feito sobre carvão preto e grafite no papel. Musée Ingres, Montauban

Ingres era autocrítico e consumido por dúvidas sobre si próprio. Ele costumava levar meses para terminar um retrato, deixando grandes períodos de inatividade entre as sessões. Com Bertin, ele sofria para encontrar uma pose que melhor transmitisse a energia inquieta do homem e sua idade. Pelo menos sete estudos sobreviveram no tempo, três são assinados e datados. Ingres era um desenhista mestre e os esboços, se não totalmente realizados, são altamente conceituados por direito próprio. Os esboços são exemplares em seu manuseio de linhas e formas, e semelhantes em tamanho.
O estudo mais antigo mostra Bertin de pé e inclinado sobre uma mesa em uma pose quase napoleônica. Seu olhar firme e nivelado já está estabelecido, mas o foco do esboço parece estar na sua virilha, e não no rosto. Ingres teve dificuldades com o esboço; a cabeça está em um quadrado de papel colado que deve ter substituído uma versão anterior recortada, e outras áreas foram esfregadas e amplamente retrabalhadas. O próximo desenho sobrevivente mostra Bertin sentado, mas a cadeira está faltando. O último esboço existente é o mais próximo da eventual pintura, com uma cadeira, embora o volume do desenho ainda não tinha sido preenchido. Frustrado por sua incapacidade de capturar o tema, Ingres desabou em lágrimas em seu estúdio, em companhia. Bertin lembrou-se de "consolá-lo: 'meu querido Ingres, não se preocupe comigo; e, acima de tudo, não se atormente assim. Quer recomeçar meu retrato? Não se apresse. Você nunca me cansará , e contanto que você queira que eu venha, estarei às suas ordens'". Depois de concordar, Ingres finalmente decidiu um design.
Os primeiros biógrafos fornecem anedotas diferentes sobre a inspiração para a distinta pose sentada. Henri Delaborde disse que Ingres observou Bertin nessa postura enquanto discutia política após jantar com seus filhos. De acordo com Eugène Emmanuel Amaury Duval (que disse ter ouvido a história de Bertin), Ingres percebeu uma pose que Bertin fez enquanto estava sentado do lado de fora com um terceiro homem em um café. Bertin disse que Ingres, confiante de que finalmente havia estabelecido a pose para o retrato, "chegou perto e, falando quase no meu ouvido, disse: 'Venha sentar-se amanhã, seu retrato está [tão bom quanto] feito'". A pose final de Bertin inverte a relação usual entre os dois homens. O artista se torna o observador frio e imparcial; Bertin, normalmente calmo e racional, agora está inquieto e impaciente, refletindo a irritação de Ingres em dedicar seu tempo ao retratos.

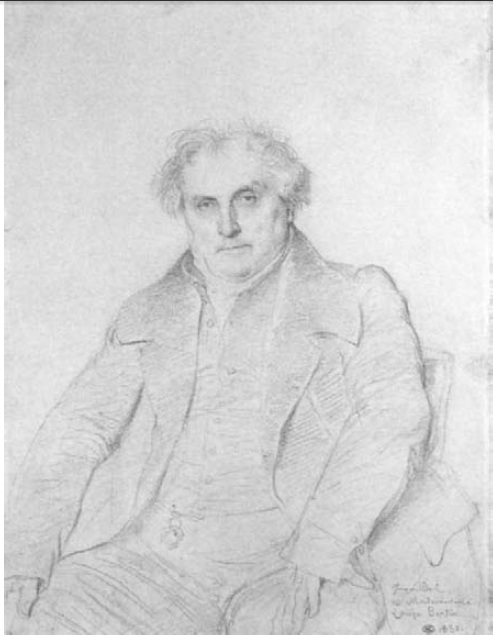
Ingres, Estudo para o Retrato de Monsieur Bertin, 1832. Musée du Louvre, Paris
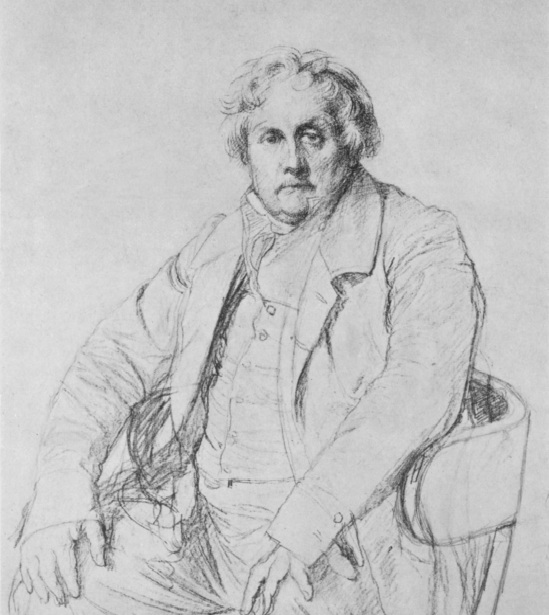
Ingres, Estudo para o Retrato de Monsieur Bertin, 1832. Herdado ao Louvre por Grace Rainey Rogers em 1943
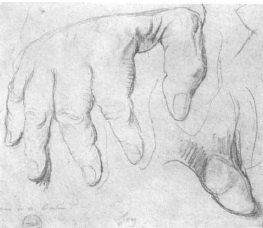
Ingres, estudo da mão direita de Bertin. Grafite em papel vegetal. Museus de Arte de Harvard

### Descrição
Bertin é apresentado como forte, enérgico e caloroso. Seu cabelo é cinza beirando o branco, seus dedos espalhados sobre os joelhos.